# جون هارتنت
جون هارتنت (بالإنجليزية: John Hartnett)‏ هو فيزيائي أسترالي، ولد في 24 مارس 1952 في مانجيموب في أستراليا.